# 大花枇杷
大花枇杷（学名：Eriobotrya cavaleriei）是蔷薇科枇杷属的植物。分布在越南以及中国大陆的广东、广西、福建、贵州、湖南、四川、湖北、江西等地，生长于海拔500米至2,000米的地区，多生长在山坡和河边的杂木林中，目前尚未由人工引种栽培。

## 别名
山枇杷（江西、湖北、广西土名）